# 黃詠儀
黃詠儀（英語：Winnie Wong Wing-yee，1984年—)，現任發展局局長政治助理，曾任職立法會議員辦事處及新民黨首席議員助理。

## 簡歷
黃詠儀曾任職立法會議員辦事處，2022年出任新民黨首席議員助理，她持有香港浸會大學歐洲研究社會科學學士（榮譽）學位、倫敦大學法律學士學位，以及香港大學國際關係學碩士學位。她是新民黨成員。